# Ньюпорт-Біч
Ньюпорт-Біч (англ. Newport Beach) — місто в США, на заході округу Орандж штату Каліфорнія. Населення — 85 239 осіб (2020).
Було засноване 1 вересня 1906 року.

## Географія
Ньюпорт-Біч розташований за координатами 33°35′48″ пн. ш. 117°53′16″ зх. д. / 33.59667° пн. ш. 117.88778° зх. д. (33.596609, -117.887793). За даними Бюро перепису населення США в 2010 році місто мало площу 137,21 км², з них 61,65 км² — суходіл та 75,56 км² — водойми.

### Клімат
| Клімат : Ньюпорт-Біч                                     | Клімат : Ньюпорт-Біч | Клімат : Ньюпорт-Біч | Клімат : Ньюпорт-Біч | Клімат : Ньюпорт-Біч | Клімат : Ньюпорт-Біч | Клімат : Ньюпорт-Біч | Клімат : Ньюпорт-Біч | Клімат : Ньюпорт-Біч | Клімат : Ньюпорт-Біч | Клімат : Ньюпорт-Біч | Клімат : Ньюпорт-Біч | Клімат : Ньюпорт-Біч | Клімат : Ньюпорт-Біч |
| Показник                                                 | Січ.                 | Лют.                 | Бер.                 | Квіт.                | Трав.                | Черв.                | Лип.                 | Серп.                | Вер.                 | Жовт.                | Лист.                | Груд.                | Рік                  |
| Абсолютний максимум, °C                                  | 25,5                 | 28,3                 | 29,4                 | 26,6                 | 29,9                 | 32,2                 | 28,3                 | 32,7                 | 31,1                 | 29,4                 | 31,1                 | 22,7                 | 32,7                 |
| Середній максимум, °C                                    | 17,4                 | 17,3                 | 17,1                 | 18,0                 | 18,8                 | 19,8                 | 21,6                 | 22,3                 | 22,2                 | 21,1                 | 19,6                 | 17,3                 | 19,4                 |
| Середній мінімум, °C                                     | 9,9                  | 10,4                 | 11,3                 | 12,6                 | 14,6                 | 16,2                 | 17,9                 | 18,3                 | 17,6                 | 15,4                 | 12,1                 | 9,6                  | 13,8                 |
| Абсолютний мінімум, °C                                   | −1,7                 | −0,6                 | 0,6                  | 2,8                  | 3,9                  | 5,6                  | 7,2                  | 10,6                 | 7,2                  | 0,0                  | 1,1                  | 0,0                  | −1,7                 |
| Норма опадів, мм                                         | 53                   | 66                   | 42                   | 18                   | 3                    | 2                    | 1                    | 1                    | 4                    | 10                   | 24                   | 46                   | 270                  |
| -------------------------------------------------------- | -------------------- | -------------------- | -------------------- | -------------------- | -------------------- | -------------------- | -------------------- | -------------------- | -------------------- | -------------------- | -------------------- | -------------------- | -------------------- |
| Джерело: National Oceanic and Atmospheric Administration |                      |                      |                      |                      |                      |                      |                      |                      |                      |                      |                      |                      |                      |

## Демографія
Згідно з переписом 2010 року, у місті мешкало 85 186 осіб у 38 751 домогосподарстві у складі 21 080 родин. Густота населення становила 621 особа/км². Було 44193 помешкання (322/км²).
Расовий склад населення:
| - 87,3 % — білих - 7,0 % — азіатів - 0,7 % — чорних або афроамериканців - 0,3 % — корінних американців - 0,1 % — вихідців з тихоокеанських островів - 1,6 % — осіб інших рас |

До двох чи більше рас належало 2,9 %. Частка іспаномовних становила 7,2 % від усіх жителів.
За віковим діапазоном населення розподілялося таким чином: 17, % — особи молодші 18 років, 63,7 % — особи у віці 18—64 років, 19,0 % — особи у віці 65 років та старші. Медіана віку мешканця становила 44,0 року. На 100 осіб жіночої статі у місті припадало 97,1 чоловіків; на 100 жінок у віці від 18 років та старших — 95,5 чоловіків також старших 18 років.
Середній дохід на одне домашнє господарство становив 178 231 долар США (медіана — 113 071), а середній дохід на одну сім'ю — 226 501 долар (медіана — 154 456). Медіана доходів становила 105 234 долари для чоловіків та 64 150 доларів для жінок. За межею бідності перебувало 7,1 % осіб, у тому числі 3,9 % дітей у віці до 18 років та 5,2 % осіб у віці 65 років та старших.
Цивільне працевлаштоване населення становило 42 620 осіб. Основні галузі зайнятості: науковці, спеціалісти, менеджери — 18,7 %, освіта, охорона здоров'я та соціальна допомога — 17,8 %, фінанси, страхування та нерухомість — 17,5 %.

## Відомі люди
- Джейсон Цукер (1992) — американський хокеїст.